# Liu Xiaobo (idrottare)
Liu Xiaobo (kinesiska: 刘哮波, pinyin: Liú Xiàobō, född 16 januari 1984 i Peking) är en kinesisk taekwondoutövare.
Han tog OS-brons i tungviktsklassen i samband med de olympiska taekwondo-turneringarna 2012 i London.